# غردينية شبه لاساقية
غردينية شبه لاساقية (الاسم العلمي:Gardenia subacaulis) هي نوع من النباتات تتبع جنس الغردينية من الفصيلة الفوية.